# Mamba (film, 1988)
Pour les articles homonymes, voir Mamba (homonymie) et Fair Game.
Mamba (ou Fair Game) est un thriller italien écrit, réalisé et produit par Mario Orfini, sorti en 1988.

## Synopsis
Gene (Gregg Henry) est un concepteur de jeux vidéo maniaque, génie de l'électronique, à qui tout réussit. Au volant de son 4X4, tiré à quatre épingles, il traverse le désert californien poussiéreux et se rend chez Franck (Bill Moseley), un marginal qui élève des serpents dans un endroit reculé. Il vient prendre livraison d'un mamba noir, un des serpents les plus venimeux du monde, dont le taux de sécrétion du venin a été manipulé par Franck pour être encore plus élevé.
Gene se procure ce serpent pour se venger d'Eva (Trudie Styler), sa maîtresse, jeune femme naturelle et spontanée, qui a décidé de rompre. Maniaque et voulant tout régenter, Gene n'est pas homme à se laisser plaquer par une femme sans raison, ni à laisser des témoins compromettants derrière lui.
Calculateur et froid, il organise de façon méthodique la mort de Franck par morsure d'un de ses serpents. Puis il rend visite à Eva, qu'il trouve trop bien pour l'imaginer dans les mains d'un autre. Il introduit le mamba dans son appartement à son insu, puis il bloque la serrure et coupe le téléphone.
Séquestrée dans son loft en présence du dangereux reptile, Eva n’a aucune chance de survie et semble vouée à une mort certaine. C'est en tout cas ce que Gene pense, et avec un plaisir pervers, il savoure en temps réel, à distance sur un terminal et à l'aide de moyens électroniques de sa conception, la traque sournoise du reptile dont le taux d'agressivité augmente au fur et à mesure que le temps passe...

## Fiche technique
- Titre original : Fair Game
- Titre français : Mamba
- Réalisation : Mario Orfini
- Scénario : Mario Orfini et Lidia Ravera, d'après une histoire de Mario Orfini
- Direction artistique : Gianni Giovagnoni
- Décors : Ferdinando Scarfiotti
- Costumes : Milena Canonero
- Photographie : Dante Spinotti
- Son : Mario Dallimonti
- Montage : Claudio Cutry
- Animation des effets spéciaux : Alan Best, BEST FILMS, London
- Musique : Giorgio Moroder
- Production : Mario Orfini
- Producteur exécutif : Claudio Cutry
- Producteurs associés : Milena Canonero et Giorgio Moroder
- Société(s) de production : Reteitalia et Eidoscope International
- Société de distribution :  ARTEDIS
- Pays de production :   Italie
- Date de sortie
  - France : 28 juin 1989
- Genre : Horreur, Thriller
- Durée : 81 minutes

## Distribution
- Trudie Styler : Eva
- Gregg Henry : Gene
- Bill Moseley : Franck
- John Randolph
- Rene Auberjonois
- John MacAndrews

## Bande originale ou chansons du film
Musiques de Giorgio Moroder, paroles de Tom Whitlock
- Heaven Now interprétée par Joe Pizullo
- I Am Alive interprétée par Edie Lehmann
- Listen to Your Heart interprétée par Koreana
- One On One interprétée par Joe Pizullo
- Singing to the Sky interprétée par Edie Lehmann

## Distinction
1989 : présenté en sélection officielle lors de la 17e édition du Festival international du thriller d'Avoriaz 1989

## Autour du film
- L'actrice Trudie Styler est la seconde femme du chanteur Sting depuis 1992. La couverture de certains DVD en allemand portait la mention  ... mit Trudie Styler Ehefrau von Superstar Sting (... avec Trudie Styler, épouse de la superstar Sting)
- Le chef décorateur Ferdinando Scarfiotti obtint l'Oscar de la meilleure direction artistique pour le Dernier Empereur en 1988.
- Assistée de Emanuela Curatolo, les costumes sont l'oeuvre de Milena Canonero qui fut récompensée deux fois par l'Oscar de la meilleure création de costumes pour Barry Lyndon en 1976 et pour Les Chariots de feu en 1982.
- La Bande Originale et les chansons du films sont composées par Giorgio Moroder à qui l'on doit également la musique de Scarface et qui fut récompensé de l'Oscar de la meilleure musique de film en 1979 pour Midnight Express, film dans lequel les costumes sont signés de Milena Canonero.
- Ces deux collaborateurs artistiques majeurs sont également producteurs associés aux côtés de Mario Orfini